# Minh Khai, thành phố Hà Giang
Minh Khai là một phường thuộc thành phố Hà Giang, tỉnh Hà Giang, Việt Nam.

## Địa lý
Phường Minh Khai nằm ở phía nam thành phố Hà Giang, có vị trí địa lý:
- Phía đông giáp phường Ngọc Hà và xã Ngọc Đường
- Phía tây giáp phường Nguyễn Trãi
- Phía nam giáp huyện Vị Xuyên
- Phía bắc giáp phường Trần Phú.

Phường Minh Khai có diện tích 5,97 km², dân số năm 2019 là 12.131 người, mật độ dân số đạt 2.032 người/km².
Sông Lô tạo thành ranh giới tự nhiên phía đông của phường.

## Hành chính
Phường Minh Khai được chia thành 22 tổ dân phố.

## Lịch sử
Ngày 29 tháng 8 năm 1994, Chính phủ ban hành Nghị định số 112-CP về việc thành lập phường Minh Khai trên cơ sở điều chỉnh 460 ha với dân số 5.431 người của phường Trần Phú.
Phường Minh Khai có diện tích tự nhiên 460 ha, dân số 5.431 người, được chia thành 6 cụm với 32 tổ dân phố.
Ngày 27 tháng 9 năm 2010, Chính phủ ban hành Nghị quyết 35/NQ-CP về việc thành lập thành phố Hà Giang thuộc tỉnh Hà Giang. Phường Minh Khai trực thuộc thành phố Hà Giang.